# Asambleas del Partido Republicano de 2008 en Alaska

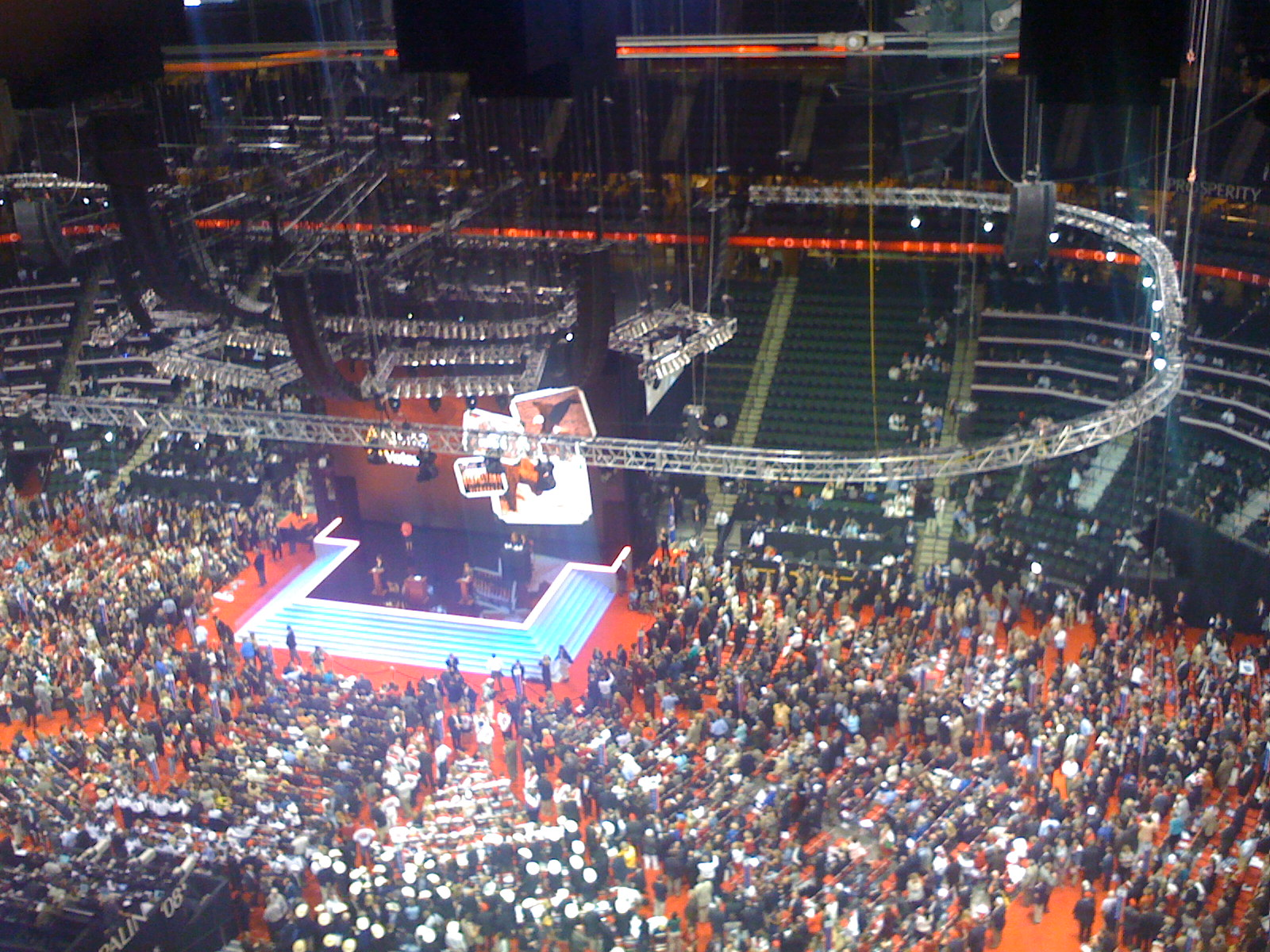
La asamblea republicana de Alaska en 2008 vista desde las butacas superiores

Las asambleas republicanas de Alaska, 2008 fueron hechas el 5 de febrero con un total de 26 delegados en juego. Mitt Romney ganó el estado en el frío invierno de Alaska, obteniendo todos los delegados de los distritos congresuales. Todos los resultados son las preferencias de las asambleas republicanas hechas en Alaska. Los delegados actuales fueron seleccionados el 5 de febrero y el 9 en la convención de los distritos del estado, y después en la convención estatal del 13 al 15 de marzo en Anchorage.

## Candidatos
- Mike Huckabee
- John McCain
- Ron Paul
- Mitt Romney

Los candidatos Rudy Giuliani, Duncan Hunter y Fred Thompson salieron de la contienda presidencial antes de esta primaria.

## Resultados
| Candidato     | Votos  | Porcentajes | Delegados |
| ------------- | ------ | ----------- | --------- |
| Mitt Romney   | 5.378  | 44,06%      | 12        |
| Mike Huckabee | 2.672  | 21,89%      | 6         |
| Ron Paul      | 2.050  | 16,80%      | 5         |
| John McCain   | 1.894  | 15,52%      | 3         |
| Indecisos     | 210    | 1,72%       |           |
| Total         | 12.204 | 100%        | 26        |